# Hemisodorcus sinensis concolor
Hemisodorcus sinensis concolor es una subespecie de coleóptero de la familia Lucanidae.

## Distribución geográfica
Habita en Sichuan y Yunnan en (China).